# SHINE (LUNA SEAの曲)
「SHINE」（シャイン）は、LUNA SEAの10枚目のシングル。1998年6月3日発売。初回限定盤はオリジナルプラケース入り。

## 解説
活動再開後シングル3枚連続リリースの第2弾。元々本作がシングルになる予定ではなく、4月に「STORM」、6月に「I for You」の2枚連続リリースを予定していたが、「I for You」のドラマタイアップが決定した影響でリリースを7月にまわされたのがきっかけで、もう1作真ん中にシングルとして「SHINE」を切ろうということになったらしい。

## 収録曲
全作詞･作曲･編曲:LUNA SEA
1. SHINE
J原曲。トヨタ自動車「インテリジェントナビゲーション」CMソング。
今までのLUNA SEAのイメージとはかけ離れた明るい曲調や歌詞であったため（ソロ活動を通して変化したRYUICHIの歌唱法も含めて）、RYUICHIは『音楽と人』にて自宅の留守番電話に「『SHINE』はまるっきり河村隆一の曲じゃないか!」とファンから怒り口調でイタズラ電話があったことを告白している（この曲を作ったのは、RYUICHIではなくて上述の通りJである）。
ライブでは、「IN MY DREAM (WITH SHIVER)」と同じく観客が手を左右に振るのが定番。
2. Looper
レコーディング中のセッションが元となって作られたため、原曲者は存在しない。
真矢とJのリズム体が延々とループしていることからこのタイトルになった。
英詞のラップは、SUGIZOが担当。

## 売上
週間1位、売上枚数41.6万枚。

## 収録アルバム
- SHINE
  - SHINE
  - PERIOD 〜THE BEST SELECTION〜
  - LUNA SEA COMPLETE BEST
  - LUNA SEA COMPLETE BEST -ASIA LIMITED EDITION-
  - LUNA SEA 25th Anniversary Ultimate Best -THE ONE-
- Looper
  - another side of SINGLES II

## 他のアーティストによるカバー
| 曲名  | 発売日         | アーティスト                                      | 収録作品                                                                     | 備考 |
| ----- | -------------- | ------------------------------------------------- | ---------------------------------------------------------------------------- | ---- |
| SHINE | 2007年12月19日 | マーティ・フリードマン VS LEGEND feat. 鈴木慎一郎 | トリビュート・アルバム『LUNA SEA MEMORIAL COVER ALBUM -Re:birth-』           |      |
| SHINE | 2011年11月23日 | amber gris                                        | カバーコンピレーションアルバム『CRUSH!2 -90's V-Rock best hit cover songs-』 |      |